# Charlie Wilson (Politiker, 1943)

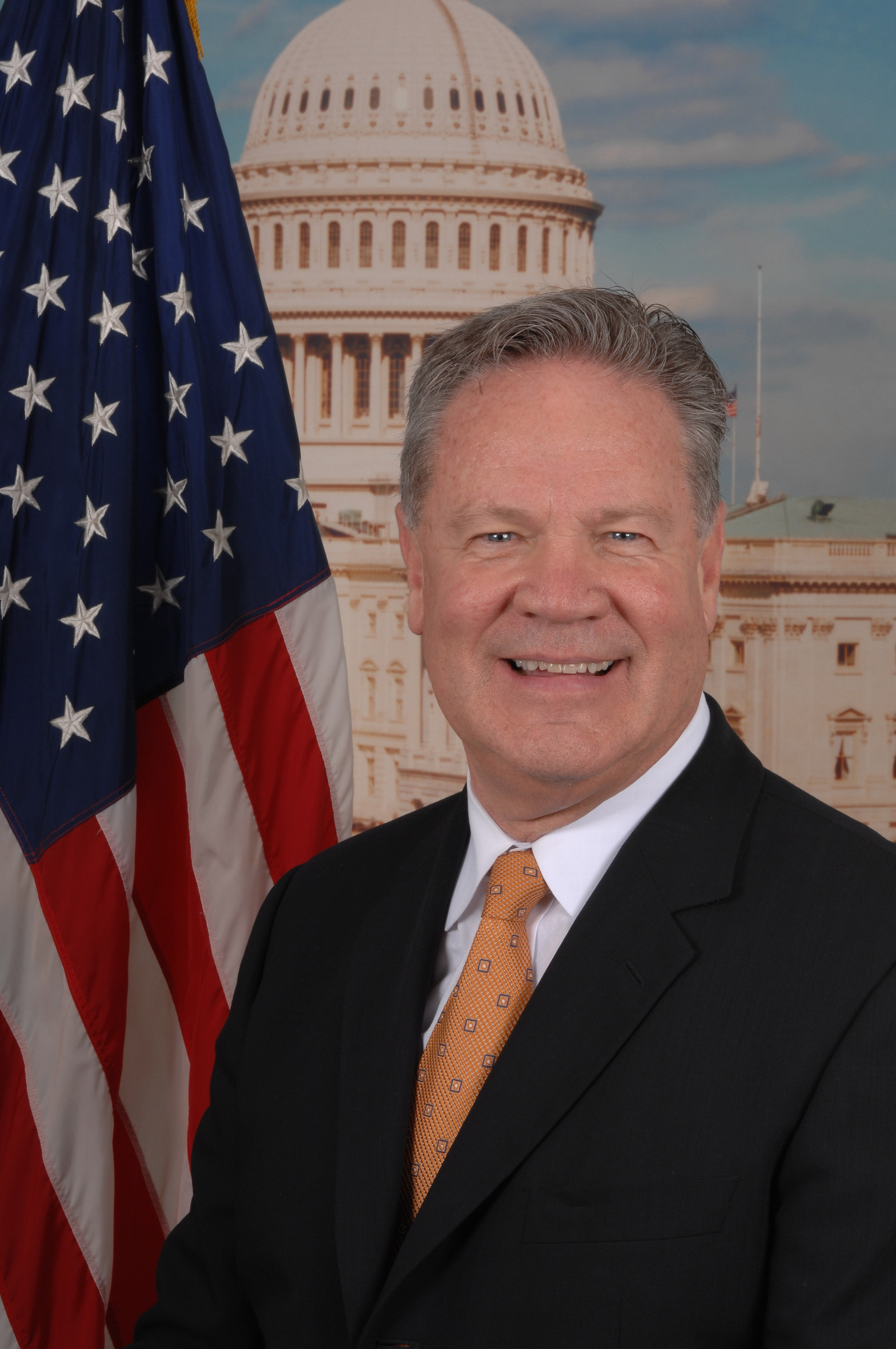
Charlie Wilson

Charles Adolph „Charlie“ Wilson, Jr. (* 18. Januar 1943 in Martins Ferry, Belmont County, Ohio; † 14. April 2013 in Boynton Beach, Florida) war ein US-amerikanischer Politiker der Demokratischen Partei. Von 2007 bis 2011 war er Mitglied des Repräsentantenhauses der Vereinigten Staaten für den 6. Kongressdistrikt des Bundesstaates Ohio.

## Biografie
Charlie Wilson studierte an der Ohio University. Er besuchte ebenfalls das Cincinnati College of Mortuary Science, ein College für Bestatter in Cincinnati. Bis zu seiner Wahl ins Repräsentantenhaus von Ohio 1997 war er als Bestatter tätig. Bis 2004 saß er im Repräsentantenhaus von Ohio. Danach war er bis zu seiner Wahl ins US-Repräsentantenhaus Mitglied des Senats von Ohio.
Von 2007 bis 2011 vertrat Wilson den 6. Kongressdistrikt von Ohio im House. Er folgte auf den zum Gouverneur von Ohio gewählten Ted Strickland. Seinen Sitz konnte er bei der Wahl 2008 verteidigen. Bei der Wahl 2010 verlor er seinen Sitz an den Republikaner Bill Johnson. Zuletzt saß er im Committee on Financial Services und im Committee on Science and Technology. Während seiner Zeit im House war er Mitglied der Blue Dog Coalition.
Charlie Wilson lebte in St. Clairsville. Er war römisch-katholischen Glaubens und Vater von vier Söhnen. Im Februar 2013 erlitt er einen Schlaganfall, an dessen Folgen er am 14. April 2013 in einem Krankenhaus in Florida starb. Sein Sohn Jason ist sein direkter Nachfolger im Senat von Ohio.